# 薩溫基
51°45′40″N 32°26′35″E / 51.76111°N 32.44306°E
薩溫基（烏克蘭語：Савинки），是烏克蘭北部的村莊，隸屬切爾尼希夫州的科留基夫卡區。該村始建於1650年，面積2.68平方公里，海拔高度137米，2001年人口612，人口密度每平方公里228人。